# Astra Română
Astra Română a fost o rafinărie de petrol din Ploiești, România, fondată în anul 1880. Acțiunile companiei se tranzacționau la categoria titlurilor necotate a Bursei de Valori București, din data de 8 septembrie 1998. Acționarii rafinăriei au aprobat, în luna octombrie 2004, sistarea producției, intrarea societății în conservare și restructurare economico-financiară, în funcție de evoluția cotației țițeiului și de cea a pieței de desfacere a produselor finite. Tot în acel an, societatea a concediat 600 de salariați, alte 137 de persoane fiind disponibilizate în luna ianuarie 2005. În acționariatul societății figurează Kreiton Limited, cu o deținere de 46,75%, Klatse Investments Limited cu 41,66% și Interagro cu 6,16%.
În decembrie 2009, acționarii companiei au aprobat vânzarea fabricii de acid citric și a terminalului de produse petroliere din Giurgiu către firma Giurgiu Port. Tot în decembrie 2009, Astra Română a format, împreună cu mai multe companii deținute de omul de afaceri Ioan Niculae, compania de producție a energiei electrice și termice în cogenerare, denumită Energy Cogeneration Group. Din grup fac parte combinatele chimice Viromet, Amonil Slobozia, Amurco Bacău, Ga-Pro-Co Chemicals Săvinești, Donau Chem Turnu Măgurele și Astra Română, precum și compania InterAgro.
Cifra de afaceri:
- 2005: 15,4 milioane lei[6]
- 2004: 245,8 milioane lei[6]

Venit net:
- 2005: 2,3 milioane lei[6]
- 2004: -2 milioane lei (pierdere)[6]

## Istorie
Astra Română a fost fondată ca o modestă fabrică de petrol aflată în suburbia Ploiești-ului. Mai târziu, în anul 1908, ca urmare a unor vânzări succesive, rafinăria apare în documente ca făcând parte din Societatea de extracție „Astra”, societate care la rândul ei, după mai multe fuziuni, se constituie în anul 1910 ca Societatea „Astra Română”. În perioada anilor 1911–1947 Rafinăria „Astra Română” a aparținut trustului Royal Dutch Shell și de-a lungul acestor 36 ani, dar și a anilor care au urmat, Astra Română s-a extins și a fost dotată cu cele mai moderne utilaje și instalații pentru tehnica momentului în domeniul petrolier. Astfel, la sfârșitul anilor 1930 capacitatea de prelucrare ajunsese la peste 1,6 milioane tone țiței/an.
Deși puternic avariată în Primul Război Mondial, dar mai ales în timpul celui de-al Doilea Război Mondial, după naționalizarea din 1947, instalațiile au fost reconstruite, funcționând în anii ce au urmat la o capacitate de 900.000 tone țiței/an.
De-a lungul a peste 120 ani de existență, rafinăria și-a modificat și modernizat profilul de mai multe ori, odată cu evoluția tehnologiilor pe plan mondial.
În anul 1997, pachetul majoritar a fost preluat de InterAgro, deținută de către omul de afaceri Ioan Niculae, pentru doar 16 milioane de dolari, afacere care avea să-l transforme pe Ioan Niculae în unul dintre cei mai bogați români. În 2002, Rafinăria Astra Română a cumpărat aproape 35.000 de acțiuni ale Societății Naționale „Tutunul Românesc”, deținută tot de grupul InterAgro. Investiția s-a ridicat la peste 7,7 miliarde de lei.
În aprilie 2002, pentru că au apărut suspiciuni în legătură cu situația financiară exactă a rafinăriei, tranzacționarea acțiunilor ei la Bursa de Valori București (BVB) a fost suspendată de către conducerea instituției, până la clarificarea situației.
În toamna anului 2004, rafinăria Astra Română a intrat în conservare. Potrivit unei hotărâri a Adunării Generale a Acționarilor, rafinăria și-a încetat activitatea de producție, iar întregul parc de instalații și utilaje a intrat în conservare. Ulterior, în iunie 2014, Tribunalul Prahova a dispus deschiderea procedurii generale a insolvenței împotriva societății Rafinăria Astra Română, Via Insolv SPRL fiind desemnată administrator judiciar.
Începând cu data de 01.08.2014, conform Hotărârii nr. 8 a ședinței Consiliului de Administrație din 31.07.2014, s-a decis închiderea instalațiilor aflate sub incidența AIM (autorizația integrată de mediu) nr. 93, revizuită în 17.12.2009. Tot în acel an, societatea a concediat 600 de salariați, alte 137 de persoane fiind disponibilizate în luna ianuarie 2005. Potrivit raportărilor financiar-contabile, rafinăria a înregistrat o pierdere în valoare de 1.525.634 lei la 30.06.2020.